# Robshelfordia circumducta
Robshelfordia circumducta är en kackerlacksart som först beskrevs av Walker, F. 1869.  Robshelfordia circumducta ingår i släktet Robshelfordia och familjen småkackerlackor. Inga underarter finns listade i Catalogue of Life.